# Kjetil Aleksander Lie
Kjetil Aleksander Lie (Porsgrunn, 18 de novembre de 1980) és un jugador d'escacs noruec, el vuitè del seu país en assolir el títol de Gran Mestre, i el primer en fer-ho que no sigui de la zona d'Oslo. Lie ha estat dos cops campió de Noruega, els anys 2009 i 2010.

## Resultats destacats en competició
Lie va començar a jugar a escacs escolars als vuit anys. El 1994 va guanyar el campionat de Noruega per a la franja d'edat cadet (14 i 15 anys). Va guanyar el Campionat Obert de Noruega l'any 2000 i va acabar primer en el grup d'edat superior als Campionats Juvenils de Noruega cada any en el periode 2000 al 2003.
L'any 2002, Lie va rebre el títol de Mestre Internacional. Les tres normes de Gran Mestre van arribar al campionat noruec d'escacs per equips del 2003 al 2004, la Politiken Cup a Copenhaguen el 2004 i el Smartfish Chess Masters a Drammen el desembre del 2004 i el gener del 2005. Fins i tot després d'aquestes normes, Lie encara no havia aconseguit la qualificació d'Elo requerida de 2500 fins que la va obtenir virtualment quan va guanyar les dues primeres rondes en un torneig local a Porsgrunn a finals de febrer de 2005. Aquestes victòries van donar a Lie una puntuació de 2500.5, sense que importés el fet que va perdre a continuació a la tercera ronda.
Durant els matxs de candidats de 2007 a Elista, Lie va ser el segon de Magnus Carlsen, ajudant amb l'anàlisi i els preparatius. Va ser elogiat pel pare de Magnus pels seus esforços i humor.
Lie ha jugat a l'equip noruec a les Olimpíades d'escacs entre 2000 i 2010. A l'Olimpíada de Dresden de 2008, la victòria de Lie a la tercera ronda sobre Bu Xiangzhi va assegurar a Noruega una victòria sorprenent sobre la Xina.
Lie es va assegurar el seu primer campionat noruec d'escacs a Bergen 2009 amb 6,5/9 punts, malgrat una derrota inesperada davant Lasse Løvik a la primera ronda. Al campionat de 2010, Lie va ser un dels quatre jugadors que van compartir el primer lloc amb 6.0/9, els altres tres eren el seu germà Espen Lie, Joachim Thomassen i Frode OO Urkedal. Més tard aquell mateix any, va guanyar els play-offs de doble volta del 14 al 17 d'octubre a Stavanger amb 4/6.
L'estil de joc de Lie és agressiu i tendent als sacrificis, i se'l coneix com un tàctic perillós. Amb les blanques, Lie ha variat entre 1.c4 i 1.e4, amb les negres prefereix defenses agudes com la defensa siciliana i la defensa Benoni.